# Episodi di Boris (quarta stagione)
La quarta stagione della serie televisiva Boris – intitolata Boris 4 – è stata trasmessa in prima visione in Italia sulla piattaforma streaming Disney+ dal 26 ottobre 2022. Tutti gli episodi sono scritti e diretti da Giacomo Ciarrapico e Luca Vendruscolo.
Rispetto alla stagione precedente entrano nel cast principale Aurora Calabresi e Andrea Lintozzi Senneca mentre ne esce Angelica Leo. Roberta Fiorentini, deceduta nel 2019, viene ricordata nella prima puntata.
| Nr. | Titolo                                         | Pubblicazione   |
| --- | ---------------------------------------------- | --------------- |
| 1   | Gli ultimi saranno i primi                     | 26 ottobre 2022 |
| 2   | Cana maledetta                                 | 26 ottobre 2022 |
| 3   | Fucking René Ferreedi!                         | 26 ottobre 2022 |
| 4   | Il set dei miracoli                            | 26 ottobre 2022 |
| 5   | Il senso dell'umorismo di Gesù                 | 26 ottobre 2022 |
| 6   | Liberté! Egalité! Prensilité!                  | 26 ottobre 2022 |
| 7   | Perdona loro perché non sanno quello che fanno | 26 ottobre 2022 |
| 8   | Gli occhi del cuore sacro di Gesù              | 26 ottobre 2022 |

## Gli ultimi saranno i primi

### Trama
Sono passati più di dieci anni dagli eventi della terza stagione. Vista la crisi della televisione generalista, si cercano i finanziamenti delle piattaforme streaming. 
Stanis e Corinna, che nel frattempo si sono sposati, hanno fondato una loro casa di produzione, la SNIP (So Not Italian Production), e vogliono girare Vita di Gesù, una serie ispirata alla vita di Gesù con Stanis nei panni del protagonista. Per ottenere il permesso, cercano l'aiuto di Alessandro, che nel frattempo ha fatto carriera diventando dirigente per una di queste piattaforme globali. 
A dirigere la serie viene chiamato René, che si affida ancora a tutta la squadra de Gli occhi del cuore, dall'assistente alla regia Arianna al direttore della fotografia Duccio, il quale ha fatto fortuna lavorando a Bollywood con Lorenzo.
- Altri interpreti: Astrid Casali (Laura), Emma Lo Bianco (Allison), Giordano De Plano (Carlo), Jerry Mastrodomenico (Filippo), Maurizio Pepe (Mario), Giuseppe Piromalli (zio Michele), Nina Torresi (Manuela), Valentino Campitelli (figlio di Itala), Walter Veltroni (se stesso)

## Cana maledetta

### Trama
Alla luce dell'alto costo del suo cachet, Corinna viene scelta per il ruolo di Maria, spingendo René e la produzione a tentare di eliminarla dal cast per via delle sue scarse capacità recitative.
Corinna però sospetta qualcosa e chiede a Lorenzo di farle una buona fotografia in cambio di un compenso aggiuntivo. Nell'incredulità di tutta la produzione, durante il ciak delle nozze di Cana, Corinna riuscirà a recitare bene. Questo convince René a mantenerla nel cast.
Intanto, Alessandro comunica agli sceneggiatori che la piattaforma vuole la sottotrama teen per avere più possibilità di ottenere il lock: non avendo idee, decidono di prendere un soggetto di René intitolato Anni '70, che René stesso aveva proposto tempo addietro alla piattaforma, e di riadattarlo alla giovinezza di Gesù.
- Altri interpreti: Astrid Casali (Laura), Giordano De Plano (Carlo), Emma Lo Bianco (Allison), Jerry Mastrodomenico (Filippo), Maurizio Pepe (Mario), Giuseppe Piromalli (zio Michele), Alessio Praticò (Angelo), Nina Torresi (Manuela)

## Fucking René Ferreedi!

### Trama
Complice il trucchetto dei calcoli imparato durante le riprese de “La Casta” la recitazione di Corinna convince René, che è ora deciso a rimuovere Stanis dal ruolo principale, anche perché avrebbe già un possibile sostituto, il divo internazionale Russell Nigel.
Nel frattempo, Arianna ricontatta Mariano Giusti, rientrato in Italia dopo aver girato una serie di successo in America. L’attore, più instabile che mai, viene preso nel ruolo di Giovanni Battista. Altri personaggi della vecchia guardia si riuniscono sul set: Tatti Barletta, scritturato come Giuda Iscariota, che lamenta la mediocrità della troupe, e Cristina nel ruolo di Erodiade.
Stanis subodora la truffa e chiede spiegazioni a René, che però non vuole sentire ragioni. La guerra per la parte di Gesù è scongiurata dall’inattesa uscita di scena di Russell Nigel, impegnato su un altro set per i due mesi successivi.
Intanto, Lopez si organizza con l’avvocato di Cristina per organizzare il riciclaggio del denaro sporco proveniente dal cugino 'ndranghetista di Lopez, che si è occupato del versante di produzione della serie (in sostituzione di Sergio, di nuovo in carcere) in cambio della partecipazione di alcuni giovani calabresi. L’avvocato si occupa anche di spiegare a René gli ultimi sviluppi della storia di Cristina, sotto indagine dopo un matrimonio finito male (a tal proposito, al regista viene chiesto di dichiarare il falso in favore della ragazza).
Infine Angelo, capo delle comparse, minaccia Alessandro dopo che ha visto quest’ultimo parlare con Lalla, la nuova assistente di Arianna di cui il calabrese si è invaghito.
- Altri interpreti: Corrado Guzzanti (Mariano Giusti), Edoardo Pesce (Tatti Barletta), Eugenia Costantini (Cristina Avola Burkstaller), Andrea Purgatori (Kalenzuc), Raffaele Buranelli (Furio), Astrid Casali (Laura), Giordano De Plano (Carlo), Maurizio Pepe (Mario), Giuseppe Piromalli (zio Michele), Alessio Praticò (Angelo), Nina Torresi (Manuela), Eric Alexander (Gregor), Carola Santopaolo (Salomè)

## Il set dei miracoli

### Trama
A sorpresa torna anche Karin, nei panni di Maria Maddalena: l’attrice, come suo solito, tende a sessualizzare molto il personaggio.
Si presenta un nuovo problema: l'inclusivity. Non tanto nel casting, dove il problema è stato risolto inserendo apostoli di diverse etnie (Alfredo passerà la giornata a cercare un introvabile giovane attore cinese per san Tommaso adolescente), quanto più nella troupe, in cui la piattaforma vorrebbe maggiore diversità.
Lorenzo è febbricitante, e la sua assenza mette nei guai Duccio e Biascica, ormai totalmente incapaci di impostare il set senza le sue indicazioni. Si scopre infatti che Duccio è diventato cieco per via della cataratta, mentre Biascica si offre di fare tutto lui, luci e inquadrature. Le scene dei miracoli e della risurrezione di Lazzaro vengono bene, nonostante uno Stanis ingestibile, che mette bocca su tutto. 
La sera arriva un ragazzo cinese a risolvere i problemi di Alfredo, ma la scena tra Maddalena e Gesù, dove lei gli lava i piedi, viene rovinata dalla testardaggine di Karin, che la vuole rendere una scena fetish a tutti i costi.
Anche se la questione della diversity è risolta dal momento che Duccio si dichiara asessuale, sorge una seconda problematica: i video del backstage pervenuti ad Allison, la manager della piattaforma streaming, rivelano il forte razzismo che a suo dire impera sul set. L'ultimatum della donna è perentorio: o si risolve la cosa, oppure il progetto si può considerare chiuso. Parte un’inchiesta interna, dove si scopre che il gesto incriminato era un'innocua smorfia di Biascica, evidentemente male interpretata da Allison.
- Altri interpreti: Karin Proia (Karin), Chiara Bassermann (Elisabetta), Astrid Casali (Laura), Giordano De Plano (Carlo), Emma Lo Bianco (Allison), Maurizio Pepe (Mario), Giuseppe Piromalli (zio Michele), Nina Torresi (Manuela), Luigi Lingua (Fabio Chang), Lucio Patanè (San Pietro), Damiano Pagano (ragazzino cinese)

## Il senso dell'umorismo di Gesù

### Trama
L’algoritmo approva tutti gli episodi della “Vita di Gesù”, mentre sul set sorgono nuovi problemi: Lopez non è riuscito ad avere tutte le comparse di cui necessitavano, così ora se ne ritrovano sei invece di quaranta. René si infuria, ma l’arrivo di Elisabetta, la social media manager della piattaforma, lo costringe a darsi un contegno. Elisabetta deve occuparsi della segretezza della serie, assicurandosi che nessuno divulghi online materiale prima del tempo. Convince perfino René ad aprirsi un profilo TikTok, facendo leva sul suo pallino per la danza.
Biascica è spostato alla seconda unità con Alfredo, dove deve girare una scena in cui Gesù, Giuda e San Tommaso tredicenni parlano di clandestinità e sistemi da combattere. Angelo, il rappresentante delle comparse calabresi, irrompe improvvisamente sul set, e si aggiunge al gruppo, confidando un segreto a Lalla.
Lopez riesce a racimolare le 40 comparse coinvolgendo tutta la troupe, inclusi Duccio, Arianna e Alessandro (nonostante sia stato messo in guardia da Elisabetta, che vede il suo coinvolgimento nelle riprese per volontà di Allison come una trappola di quest’ultima). La scena viene girata a fatica, ma René considera buono il ciak.
Nella seconda unità, intanto, Alfredo, per aiutare l'attrice che impersona la zia di Giuda a dire una battuta che migliorerebbe la qualità della scena degli adolescenti, arriva a offrirle della cocaina, salvo poi venire arrestato dalla donna, rivelatasi un'agente di polizia sotto copertura. Viene dunque rivelato che l’assenza delle comparse calabresi quel giorno è dovuta proprio alla presenza di un poliziotto in incognito sul set, ed è proprio il segreto che Angelo aveva confidato a Lalla: la ragazza però, non fidandosi dell’uomo e non volendo creare allarmismi, aveva deciso di tacere. Alfredo aspetta l'arrivo dei poliziotti dopo aver mandato i due assistenti a ripulire il proprio camerino da ogni traccia di illegalità.
Procede intanto la scena tra Martellone-Zaccheo e Stanis-Gesù. Nando si scontra più volte con René, che lo vorrebbe più buffo e allegro, mentre il comico si è ormai stufato di quell’etichetta, e spinge per un’interpretazione drammatica di maggior spessore, "alla Fabrizio Gifuni", suo nuovo riferimento attoriale. Alla fine Nando trasecola, e il Martellone più qualunquista ha la meglio: la scena viene come la voleva il regista.
Anche l’operazione TikTok di René fallisce miseramente, con Ferretti che filma e pubblica suoi penosi balletti con musichette canticchiate da lui stesso. Elisabetta riconosce l’errore e gli chiude il profilo, preferendo il silenzio stampa. La giornata si chiude con Alfredo scortato via dal set dalla polizia, Elisabetta cacciata da Allison per non aver dimostrato abbastanza passione per il progetto (Alessandro si era invece "salvato" avendo scelto di comparire come Fariseo: era questa la vera trappola “al contrario”), e con un disegno volgare sul poster di Stanis davanti al suo camerino. Per evitare scandali, Arianna fa in modo che la colpa ricada sull’innocente Fabio, il nuovo assistente di Alfredo: in realtà, il colpevole è stato Stanis stesso.
- Altri interpreti: Massimiliano Bruno (Nando Martellone), Raffaele Buranelli (Furio), Astrid Casali (Laura), Giordano De Plano (Carlo), Emma Lo Bianco (Allison), Jerry Mastrodomenico (Filippo), Cristina Pellegrino (Elisabetta), Maurizio Pepe (Mario), Giuseppe Piromalli (zio Michele), Alessio Praticò (Angelo), Nina Torresi (Manuela), Luigi Lingua (Fabio Chang), Giulia Anchisi (Giulia), Riccardo Antonaci (Andrea il piccolo Giuda), Francesco Borgese (Gesù)

## Liberté! Egalité! Prensilité!

### Trama
René chiede a Glauco di sostituire Alfredo per un paio di giorni sul set, dal momento che quest’ultimo è in stato di fermo per possesso di droga. Duccio si è finalmente operato e, tornata la vista, può riprendere il suo posto. Ciò lo porta inevitabilmente allo scontro artistico con Lorenzo, di cui non ha mai apprezzato la visione artistica.
Sul set sorgono le prime difficoltà del giorno: nella seconda unità Tatti Barletta ha infatti indetto uno sciopero, al quale aderiranno tutti i membri del suo piccolo sindacato (dal nome evocativo di "Nessuno tocchi Martufello"). Glauco lo imbonisce complimentandosi con lui per la qualità del girato e implicando che si meriterebbe di più, una parte da protagonista. Nel frattempo Lalla seda le comparse calabresi accettando di fingere di stare con Angelo, il loro capo, mentre Corinna presenta a Stanis la lettera di separazione. Fraintendendo un abbraccio tra Corinna e René, Stanis accusa il regista di avere una relazione con sua moglie e lo sfida a duello, minacciando di lasciare la serie se Corinna non tornerà da lui. Entra quindi in campo Lopez, che riunisce i due in una specie di seduta di terapia di coppia. Stanis è convinto, Corinna un po’ meno. Ci parla René, ma nemmeno lui perviene ad una soluzione. 
Mentre Alessandro scopre a sue spese che Lorenzo sta facendo uso di LSD, Glauco partecipa al raduno del sindacato di Tatti. Bisognoso di menare le mani, anche René si presenta al raduno, pronto per una sana scazzottata con l’attore. A fermarli è proprio Glauco, che li porta entrambi a vedere un breve montaggio. Michele, il malavitoso socio di Lopez, arriva sul set e pretende di vedere “qualcosa di bello”. Arianna, già abbandonata da René (occupato con Glauco), si trova a girare una scena da sola, dopo che anche Alessandro cade preda delle allucinazioni da LSD dopo aver bevuto per errore l’acqua contaminata di Lorenzo. La scena è terribile in quanto, non essendoci abbastanza fondi per metterla in scena, viene girata alla "Lo dimo" (un gergo cinematografico che in romanesco significa "Lo diciamo"), per cui l’episodio dei mercanti nel tempio finisce per essere solo fatto raccontare da appositi cittadini pettegoli. Per sommo stupore di Lopez, tuttavia, la scena e la fotografia convincono totalmente Michele. Cogliendo la palla al balzo, Lopez insiste per girarne altre sulla falsariga, portandosi avanti e risparmiando sui costi di produzione di episodi quali i 40 giorni nel deserto, la moltiplicazione dei pani e dei pesci, Gesù e l’adultera e così via.
Il piano di Glauco funziona: vedere assieme a René il montaggio delle scene di Tatti girate con Alfredo fanno crollare l'attore di Giuda, che accetta di girare con Ferretti alcune scene aggiuntive mentre il suo sindacato sciopera; proprio durante una di queste scene, Ana Canestri scopre che i tre stanno girando di nascosto e se ne va adirata.
La giornata si chiude con Lopez che comunica al regista la location perfetta per la crocifissione: Ronciglione, proprio il luogo dove Stanis-Gesù ha predetto a Renè che morirà. Ovviamente, Ferretti si rifiuta categoricamente di girarla.
- Altri interpreti: Corrado Guzzanti (Mariano Giusti), Edoardo Pesce (Tatti Barletta), Giorgio Tirabassi (Glauco Benetti), Cecilia Dazzi (Ana Canestri), Raffaele Buranelli (Furio), Astrid Casali (Laura), Giordano De Plano (Carlo), Emma Lo Bianco (Allison), Maurizio Pepe (Mario), Giuseppe Piromalli (zio Michele), Alessio Praticò (Angelo), Nina Torresi (Manuela), Lucio Patanè (San Pietro), Marcello Mocchi (cittadino pettegolo 1), Tomas Leardini (cittadino pettegolo 2), Daniele Pitari (cittadino pettegolo 3)

## Perdona loro perché non sanno quello che fanno

### Trama
René pianifica un voltafaccia con gli sceneggiatori: quando torna Alfredo, gli chiede di fare a cambio con lui e gestire la prima unità per la giornata, nonostante quel giorno debba essere girata la scena madre, la crocifissione. René si chiude sul set per girare con Giuda e Gesù da adolescenti, concentrandosi però a sorpresa più sul primo che sul secondo. 
Alla prima unità, Alfredo allestisce la crocifissione, sotto la pressione di Mariano che, minacciando tutti con una pistola riesce a velocizzare i lavori di allestimento del set, per somma commozione di Alfredo, ma anche a costo dell’abbandono del progetto da parte della nuova segretaria di edizione, che scappa dallo studio spaventata da come la troupe gestisca situazioni così folli (complice anche il fatto che Stanis, scambiando la pistola di Mariano per un oggetto di scena, esplode un colpo per scherzo, mancandola per poco). In compenso, la crocifissione viene benone e sana definitivamente la frattura tra Stanis e Corinna, che si riscoprono innamorati l’uno dell’altra.
Arianna accompagna Mariano all’aeroporto, dopodiché licenzia Lalla per aver permesso a Stanis di prendere la pistola di Mariano. La ragazza se ne va con Angelo, con il quale ha nel frattempo legato per davvero.
René confida il suo piano B ad Arianna, dopo che al telefono Glauco se ne tira fuori, e la prega di girare le ultime scene di questo progetto con suo figlio Nico, in quanto lui è occupato in prima unità come interprete di Ponzio Pilato.
A fine giornata, Alessandro riunisce tutti per la solita call con la piattaforma, informandoli che Allison è stata fatta fuori: in Spagna sta infatti per uscire una serie gemella a quella girata da loro, con tema la vita di Gesù, ed il prodotto iberico sembra più promettente di quello italiano; Allison ha dunque puntato sul “cavallo sbagliato”. La troupe parla (o meglio, farfuglia) quindi con Robert, il nuovo responsabile: un ragazzo ventiduenne che neppure Alessandro ha mai visto prima.
- Altri interpreti: Corrado Guzzanti (Mariano Giusti), Karin Proia (Karin), Giorgio Tirabassi (Glauco Benetti), Raffaele Buranelli (Furio), Astrid Casali (Laura), Giordano De Plano (Carlo), Maurizio Pepe (Mario), Giuseppe Piromalli (zio Michele), Alessio Praticò (Angelo), Nina Torresi (Manuela), Riccardo Antonaci (Andrea il piccolo Giuda), Francesco Borgese (Gesù), Eleonora Teodori (Maria Maddalena), Riccardo Marzi (padre di Giuda), Eleonora Russo (madre di Giuda), Filippo Franzè (Nico)

## Gli occhi del cuore sacro di Gesù

### Trama
Gli sceneggiatori correggono l'ultima cena seguendo le indicazioni di René, e speculano sul possibile successo o insuccesso della serie. Sul set arriva Taiyo, il nuovo segretario di edizione vegano, di etnia asiatica e orientamento omosessuale, per la gioia di Lopez che lo vede come un terno al lotto di diversity.
Sul set arriva anche Samara, una regista indiana al cui prossimo film lavorerà Duccio. René parla a Tatti del suo piano, consigliandogli di sparire per qualche settimana al fine di evitare ritorsioni dal clan Gallo, capeggiato da Michele, il cugino mafioso, dopo che il loro progetto sarà rivelato.
Al momento di girare l'ultima cena, però, Stanis si impunta di volerla girare lui, tanto da arrivare allo scontro con regista. Il peso contrattuale di Stanis, in quanto attore/produttore, è maggiore di quello di René, che deve quindi allontanarsi dal set e cedergli il timone. Al regista però serve disperatamente una particolare inquadratura di Giuda in quella scena, e chiede alla troupe di prender tempo, così Lorenzo millanta un inesistente guasto tecnico alla seconda camera e ferma tutto per 2 ore.
Convinto da Samara, Stanis decide di girare ugualmente la scena, anche se con solo una camera, e ciò lascia a Lorenzo la possibilità di usare la seconda, opportunamente mimetizzata sul set, per girare le inquadrature di Tatti Barletta-Giuda senza che Stanis se ne accorga. Il sotterfugio funziona, ma alla fine il rumore attira Stanis, che coglie in flagrante l’attore, René e Lorenzo. Con un’ultima trovata, René abbindola Stanis dicendo di essere un povero disperato e abbandonando definitivamente il set, soddisfatto di aver ottenuto tutte le scene di Giuda che gli servivano. Si rifugia da sua figlia Fabiana per chiudere il suo progetto lontano da possibili ritorsioni (dalla piattaforma o dalla 'ndrangheta), e rivela il suo piano: da una serie con Stanis protagonista, il girato diventerà invece un film su Giuda, dove Gesù apparirà sempre e solo di spalle. La produzione malavitosa però non deve saperlo, da qui la necessità di sparire per qualche tempo. Il prodotto finale di René si rivela un potenziale successo e, con l'aiuto della figlia, lo carica in rete: non può tornare indietro.
Invece che dalla mafia, René viene intercettato in un bar da Allison, che non era stata silurata dalla piattaforma, ma "declassata" alla riduzione danni. I due si confrontano e discutono sulle loro diverse visioni di ciò che la fiction in Italia è da sempre. La piattaforma vuole intentare causa a Ferretti per aver pubblicato illegalmente, non autorizzato, materiale girato sul set. Convocato il giorno dopo a Londra, René e l’avvocato di Cristina affrontano l’entourage di legali della piattaforma. In un crescendo di follia, René convince tutti della bontà del suo progetto grazie ad un balletto tanto improvvisato quanto pieno di passione, che incredibilmente rende reale e concreta la prospettiva di un accordo con la piattaforma.
Il film esce quindi nelle sale e sono tutti soddisfatti: Stanis, la mafia, la piattaforma e René. Le prime parole di Giuda svelano a chi sia dedicato Boris 4.
- Altri interpreti: Edoardo Pesce (Tatti Barletta), Giorgio Tirabassi (Glauco Benetti), Massimiliano Bruno (Nando Martellone), Raffaele Buranelli (Furio), Eugenia Costantini (Cristina Avola Burkstaller), Andrea Purgatori (Kalenzuc), Giulia Anchisi (Giulia), Astrid Casali (Laura), Giordano De Plano (Carlo), Corrado Guzzanti (Mariano Giusti), Angelica Leo (Fabiana), Lem Teku (Samara), Taiyo Yamanouchi (Taiyo), Emma Lo Bianco (Allison), Jerry Mastrodomenico (Filippo), Maurizio Pepe (Mario), Giuseppe Piromalli (zio Michele), Alessio Praticò (Angelo), Nina Torresi (Manuela), Lucio Patanè (San Pietro), Riccardo Antonaci (Andrea il piccolo Giuda), Francesco Borgese (Gesù), Riccardo Marzi (padre di Giuda), Eleonora Russo (madre di Giuda), Matteo Olivetti (creativo), Tullia Pagano (giornalista foyer), Filippo Franzè (Nico), Heidrun Schleef (avvocato della piattaforma 1), Dario Morelli (avvocato della piattaforma 2), Luca Pusceddu (avvocato della piattaforma 3), Fabrizio Gifuni (se stesso/Pierfrancesco Favino)